# Extrato MTV
Extrato MTV foi um programa exibido pela MTV Brasil comandado pelos vjs, Gaía Passarelli, Chuck Hipolitho e China. O programa teve sua estreia no dia 20 de março de 2011 e foi ao ar até o fim daquele ano.

## Formato
O programa consistia em listas sobre assuntos diversos a escolha dos apresentadores, como "Os sete pecados capitais de Britney Spears", "As sete maiores invenções dos Beatles", "Os melhores álbuns de 1991", dentre outros temas abordados pelo programa.

## Apresentadores
Apresentaram o programas, os vjs:
- Gaía Passarelli
- China
- Chuck Hipolitho